# Карпилівська сільська рада (Сарненський район)
Карпи́лівська сільська́ ра́да — колишній орган місцевого самоврядування в Сарненському районі Рівненської області. Адміністративний центр — село Карпилівка.

## Загальні відомості
- Карпилівська сільська рада утворена в 1964 році.
- Територія ради: 71,326 км²
- Населення ради: 2 735 осіб (станом на 1 січня 2012 року)

## Населені пункти
Сільській раді були підпорядковані населені пункти:
- с. Карпилівка
- с. Рудня-Карпилівська
- с-ще Страшеве

## Склад ради
Рада складалася з 16 депутатів та голови.
- Голова ради: Карпець Ганна Свиридівна
- Секретар ради: Мартинюк Олена Володимирівна

### Керівний склад попередніх скликань
| Прізвище, ім'я, по батькові  | Основні відомості                                                 | Дата обрання | Дата звільнення |
| ---------------------------- | ----------------------------------------------------------------- | ------------ | --------------- |
| Ковалець Василь Корнелійович | Сільський голова, 1964 року народження, член Народної партії      | 26.03.2006   | 31.10.2010      |
| Карпець Ганна Свиридівна     | Сільський голова, 1964 року народження, освіта вища, позапартійна | 31.10.2010   |                 |

Примітка: таблиця складена за даними сайту Верховної Ради України

## Стратегія розвитку
Сільрадою розроблено Стратегію сталого розвитку Карпилівської сільської ради на термін 2013—2017 років. Згідно неї, на зборах ініціативної групи щодо створення Стратегії було визначено три основних напрямки діяльності громади: розвиток територіальної громади, стимулювання інвестиційної діяльності та розвиток туристичного потенціалу.
Стратегічна мета сільради: «Карпилівська сільська рада є однією із сільських рад, де є можливість розвивати сільське господарство».

## Транспортне сполучення
Транспортне сполучення із районним центром м. Сарни здійснюється «АТП-15640». Щодня здійснюються районні автобусні рейси за маршрутом «Карпилівка — Сарни», «Сарни — Карпилівка» та з села Карасин «Карасин — Сарни», «Сарни — Карасин» (через с. Карпилівка, с. Рудня-Карпилівська). З районного центру здійснюються автобусні відправлення до м. Києва (АС «Київ», поруч Центрального залізничного вокзалу) та закордон.
Для сполучення з обласним центром відкрито маршрут «Мар'янівка — Рівне» (через Карпилівку о 06 год. 30 хв., та з Рівного о 14 годині щодня).

## Населення
Згідно з переписом УРСР 1989 року чисельність наявного населення села становила 2714 осіб, з яких 1390 чоловіків та 1324 жінки.
За переписом населення України 2001 року в селі мешкало 2726 осіб.

### Мова
Розподіл населення за рідною мовою за даними перепису 2001 року:
| Мова       | Відсоток |
| ---------- | -------- |
| українська | 99,61 %  |
| російська  | 0,21 %   |
| білоруська | 0,11 %   |
| вірменська | 0,04 %   |
| польська   | 0,04 %   |